# 夏之彥
夏之彥（16世紀—17世紀），字士美，號予蘭，南直隸廣德州人，明朝政治人物。

## 生平
夏之彥是萬曆四十年（1616年）順天鄉試舉人，授應山知縣，為政廉明，改革徵收羡餘弊病，興辦新學校獎勵士子，曾在都御史楊漣寫給湖廣巡撫薛貞的書信中得推崇；當時楊漣因直諫被誣陷入獄並遭追贓，他設櫃募集金錢，並賣去家產代楊漣償還，不久上級下令逮捕楊漣幼子，他就興建「疢疾軒」讓對方居住，有人為他擔憂，他回答：「使某附楊公得禍天下，萬世應有知我者。」
之後夏之彥陞為武昌緝捕同知，撫循陳友諒後裔柯陳二姓，又鑿壓務嶺興瑞山路五十里，人稱「夏父嶺」、「夏霧嶺」，再陞浙江鹽運司同知，停止常例、梳理鹽引，三年內商民兩利，崇禎初年閹璫被誅，他也得到特敕優奬，當中有：「破產佐贖，推食哺孤，繄惟苦心，豈曰彊項不惜身家以殉？」的句子，瑞昌的八門關帝廟右有夏公祠，士人稱為「夏甘棠」。

## 引用
1. 1 2  光緒《廣德州志·卷三十八·人物志》：夏之彥，字士美，號予蘭，萬厯壬子北闈舉人，知湖廣應山縣，痛革徵收贏羡行戶供應，新學校、奬士類；都御史楊漣以直諫羅璫禍，鍛鍊追贓下本貫承比，之彥設櫃募金，且鬻產二千金代贖，臺檄下漣幼子之言於獄，為築別室居之，名曰「疢疾軒」。時餽橐饘或為危之，之彥曰：「使某附楊公得禍天下，萬世應有知我者。」遷武昌府緝捕府丞 通志 ，柯陳二姓友諒逋裔也，負險為患，前府丞莫敢誰何之，彥教誨撫循，濟以威德，嘗鑿壓務嶺通道五十里，土人戴之，碑曰「夏父嶺」，陞浙江鹽運司運同，卻常例、疏鹽引，任事三載商民兩利；崇禎初璫誅，罹禍諸臣均予贈恤，之彥亦特敕優奬，其制言有曰：「破產佐贖，推食哺孤，繄惟苦心，豈曰彊項不惜身家以殉？」可謂傾心保善者矣。 楊志，參桐川樂府
2. ↑  光緒《德安府志·卷十·職官下》：夏之彥，廣德舉人，天啟初知應山縣，為政廉明，楊忠烈極推重之，與薛撫臺書，畧云：「器用備自家裝，米菜公與民買，錢糧平收不加毫釐，或有私戥及重秤者責革之以保甲法，下鄉止肩輿一乘，三四應用人役種樹墾荒，儉用宥訟意懇而真，地方得一好官同於父母，故為直述。」後陞武昌同知，邑人立祠以祀之。 《應山縣志》
3. ↑  光緒《興國州志·卷十三·官師志》：夏之彥，南直隸廣德州人，為肇陳緝捕同知有德政，開通興瑞山路，路有碑名夏霧嶺，今瑞昌所屬之八門關帝廟右有夏公祠，士人尚稱為夏甘棠。